# Douwe Amels
Douwe-Jorn Amels (né le 16 septembre 1991 à Drachten) est un athlète néerlandais, spécialiste du saut en hauteur.

## Biographie
Arrivé aux Championnats d'Europe espoirs 2013 avec une meilleure performance 2013 de 2,15 m et un record personnel de 2,18 m datant de 2012, Amels surprend tous ces adversaires en effaçant une barre à 2,28 m, hauteur lui permettant de remporter le titre européen.
Le 9 août 2018, il se qualifie de justesse pour la finale des Championnats d'Europe 2018 à Berlin avec 2,21 m, avant de terminer 8e de la finale avec 2,19 m.
Le 28 août 2019, il égale à Zoetermeer son record personnel de 2,28 m. Sélectionné dans l'équipe néerlandaise pour les championnats du monde de Doha, il quitte la compétition dès les qualifications, ne franchissant que 2,22 m.
En 2023, aux championnats d'Europe en salle, il gagne la médaille d'or avec un saut à 2,31 m, égalisant le record national détenu par Wilbert Pennings depuis 2002. Il s'agit du premier titre néerlandais dans l'histoire du saut en hauteur, ainsi que la première médaille néerlandaise dans cette discipline et dans ces championnats depuis la médaille de bronze de Ruud Wielart, en 1977.

## Palmarès
| Date | Compétition                       | Lieu      | Résultat | Marque |
| ---- | --------------------------------- | --------- | -------- | ------ |
| 2013 | Championnats d'Europe espoirs     | Tampere   | 1er      | 2,28 m |
| 2015 | Championnats d'Europe par équipes | Heraklion | 7e       | 2,20 m |
| 2017 | Championnats d'Europe par équipes | Lille     | 8e       | 2,12 m |
| 2018 | Championnats d'Europe             | Berlin    | 8e       | 2,19 m |
| 2019 | Championnats d'Europe par équipes | Sandnes   | 4e       | 2,18 m |
| 2023 | Championnats d'Europe en salle    | Istanbul  | 1er      | 2,31 m |

## Records
| Épreuve         | Épreuve   | Marque      | Lieu               | Date                         |
| --------------- | --------- | ----------- | ------------------ | ---------------------------- |
| Saut en hauteur | Plein air | 2,28 m      | Tampere Zoetermeer | 14 juillet 2013 28 août 2019 |
| Saut en hauteur | En salle  | 2,31 m (NR) | Istanbul           | 5 mars 2023                  |